# Federación Internacional de Museos de Derechos Humanos
La Federación Internacional de Museos de Derechos Humanos (FIHRM) tiene como finalidad establecer una red de trabajo conjunto, permanente, internacional y especializada para los museos e instituciones afines. El FIHRM se inauguró en el Museo Internacional de la Esclavitud de Liverpool en 2010. La red aborda temas sobre los derechos humanos y civiles como las exposiciones sobre asuntos delicados, museos y política, preocupaciones éticas, el papel de los museos como defensores activos de los derechos humanos y los museos como instituciones socialmente responsables.
La iniciativa de FIHRM se fundamenta en el principio de que todos los museos de este ámbito de trabajo, con independencia del tamaño o los recursos de que dispongan, comparten desafíos parecidos a la hora de tratar con asuntos difíciles, con tintes políticos y controvertidos.

## Organización
El FIHRM se rige por un Consejo de una variedad de instituciones internacionales. La membresía de nuevos representantes es actualmente por nominación.

### Consejo
- David Fleming – Presidente FIHRM. Director Museos nacionales Liverpool. Liverpool, UK[2]

- Lonnie G. Bunch – Director fundador Museo Nacional de Historia y Cultura Afroamericana (Smithsonian). Washington D. C., USA.

- Richard Freedman – Director Fundación sudafricana del Holocausto y Genocidio. Ciudad del Cabo, Sudáfrica.

- Guillermo Whpei – Presidente FIHRM América Latina. Presidente Fundación para la Democracia Internacional (FIHRM), Rosario, Argentina.

- Ying-Ying Lai – Director Escuela de Graduados de Gestión de Arte y Política Cultural, y Centro de Investigación de Estudios de Museos, Universidad Nacional de Artes de Taiwán. Taipéi, Taiwán.

- Françoise McClafferty – Coordinadora FIHRM. Oficial de Política y Relaciones Internacionales Museos Nacionales Liverpool. Liverpool, UK.[3]

## Conferencias
Desde 2010, FIRHM organiza conferencias anuales donde se debaten tópicos relacionados con: Museos y Derechos Humanos, esclavitud, democracia.

### Listado de conferencias[4]
- 2018 Colecciones contemporáneas: impugnada y poderosa 24-28 de septiembre de 2018 Museo canadiense para los derechos humanos, Winnipeg, Canadá.
- 2017: Museos, Democracia y Derechos Humanos Retos y dilemas en la narración de historias
- 2016: El Museo de Ética de Milán, Italia
- 2015: El acceso es un derecho humano Wellington, Nueva Zelanda
- 2014: El impacto social de los museos, en asociación con INTERCOM, Tapei, Taiwán
- 2013: Museos y Derechos Humanos en asociación con INTERCOM, Río de Janeiro, Brasil
- 2012: Museos y Derechos Humanos, Liverpool, Reino Unido
- 2011: Luchando por la igualdad: cambio social a través del activismo por los derechos humanos, Liverpool, Reino Unido
- 2010: Conferencia Inaugural: Museos Luchando por los Derechos Humanos, Liverpool, Reino Unido

## FIHRM América Latina
Desde el martes 28 al jueves 30 de noviembre de 2017 se desarrolló en Rosario, el congreso 2017 de la Federación Internacional de Museos de Derechos Humanos (FIHRM), en el Palacio Fuentes, sede de la Fundación para la Democracia Internacional y del Museo Internacional para la Democracia.
Guillermo Whpei, presidente de la Fundación para la Democracia Internacional (FIHRM) y miembro del Consejo FIHRM ha sido nombrado primer presidente regional de FIHRM América Latina.